# Internationale Organisation für das Seilbahnwesen
Die Internationale Organisation für das Seilbahnwesen (O.I.T.A.F.) (italienisch Organizzazione internazionale trasporti a fune) wurde im Jahr 1959 in Mailand (Italien) gegründet. Ihr gehören weltweit Mitglieder aus 30 Staaten an. Das Sekretariat befindet sich in Rom.

## Gründung
Die Gründung ging auf die Notwendigkeit zurück, alle drei Kategorien des Seilbahnwesens, nämlich:
- die Betreiber, bzw. die Seilbahnunternehmer
- die Hersteller der Seilbahnanlagen
- die Aufsichtsbehörden (in Vertretung des Staates bzw. der Benutzer)

in einer einzigen Organisation zu vereinigen, um anstehende Probleme gemeinsam lösen zu können.
Des Weiteren gehören ihr Institutionen an, die für das Seilbahnwesen Entwicklung und Forschung betreiben wie z. B. Universitäten, Hochschulen und Laboratorien sowie Einzelmitglieder, deren Arbeit bzw. Interesse im Seilbahnbereich liegen.

## Zweck
- die Förderung der wirtschaftlichen, technischen und rechtlichen Entwicklung und des Fortschrittes des Seilbahnwesens
- die Förderung der Studien und der Versuche, die der Entwicklung und dem Fortschritt des Seilbahnwesens dienen
- die Förderung der Harmonisierung der nationalen Rechtsvorschriften auf dem Gebiet des Seilbahnwesens.
- Ausarbeitung von einheitlichen internationalen Richtlinien für die Projektierung, Bau, Betrieb, Instandhaltung oder Kontrolle von Seilbahnen sowie entsprechende Empfehlungen aufstellen.
- Durchführung der Internationalen Seilbahnkongresse (alle 6 Jahre).
- Durchführung von jährlichen Seminaren außer in den Jahren, in denen die O.I.T.A.F.-Kongresse durchgeführt werden